# 쿠와에 쵸코

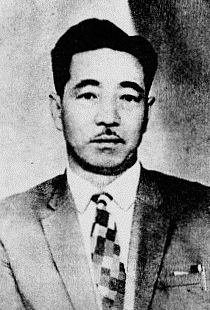

쿠와에 쵸코(일본어: 桑江 朝幸: 1918년[다이쇼 7년] 2월 3일 - 1993년[헤이세이 5년] 12월 16일)는 류큐정부 및 오키나와현의 정치인이다.  군용지 지주 단체인 시정촌토지특별위원연합회(현재의 오키나와현 군용지 등 지주연합회)의 초대 회장을 지냈다. 1978년부터 1990년까지 오키나와시 시장을 역임했다. 2014년부터 오키나외시장을 맡고 있는 쿠와에 사치오의 부친이다.